# Morszczuk srebrzysty
Morszczuk srebrzysty (Merluccius bilinearis) – gatunek morskiej ryby dorszokształtnej z rodziny morszczukowatych (Merlucciidae). Gatunek ryb migracyjnych.

## Występowanie
Gatunek ryby pływający w Oceanie Atlantyckim. Zaobserwowano ją wzdłuż wschodnich wybrzeży Ameryki Północnej od Bahamów i Florydy do Kanady. Pływa na głębokości od 55 do 914 metrów. Zwykle pływa przy piaszczystym dnie.

## Charakterystyka

### Morfologia
Zwykle osiąga długość 37 cm, jednak największy osobnik miał 76 cm oraz ważył 2,3 kg. Mają dużą głowę oraz długie płetwy piersiowe. Zazwyczaj ma srebrny kolor, jej brzuch jest biały, a grzbiet nieco ciemniejszy.

### Dieta
Jest gatunkiem drapieżnym. Wykazuje cechy kanibalizmu. Duże osobniki, powyżej 40 cm, polują na inne ryby takie jak dorsze lub śledzie. Małe osobniki jedzą skorupiaki oraz kałamarnice.

### Rozmnażanie
Ich tarło odbywa się od czerwca do września i zależy od temperatury wody. W regionie środkowego Atlantyku, w lipcu i sierpniu w okolicy Zatoki Maine, natomiast we wrześniu przy szelfie Scotian.

## Status i zagrożenia
Według danych z 2015 roku IUCN określiła ten gatunek jako bliski zagrożenia. Liczebność populacji nie została określona. Największym zagrożeniem dla tego gatunku są nadmierne połowy (przełowienie).